# Tushemisht
Tushemisht (albanisch auch Tushemishti) ist ein Dorf im Osten Albaniens. Es liegt am Ufer des Ohridsees gleich an der Grenze zu Nordmazedonien. Dank seines Strandes und kompakten historischen Dorfkernes ist Tushemisht ein beliebter Ferienort.
Das Dorf liegt am östlichen Ende der Ebene am Südufer des Ohridsees auf rund 700 m ü. A. Hinter dem Dorf erhebt sich ein 966 m ü. A. hoher Hügel. In und um Tushemisht treten zahlreiche Quellen aus – kleine Kanäle und Teiche zwischen den historischen Häusern prägen den Ort. Als Naturdenkmal geschützt sind die Teiche von Drilon, einem beliebten Ausflugsziel im Westen vor dem Dorf. Drilon gehört zum UNESCO-Welterbe Natur- und Kulturerbe der Ohrid-Region, das 2019 auf den albanischen Teil des Sees und – unter anderem – den Quellteich von Drilon ausgeweitet wurde. Tushemisht gehört wie der größte Teil des albanischen Teils des Beckens zur Pufferzone des Welterbes.
Das viele Frischwasser ermöglicht den Bewohnern von Tushemisht, Landwirtschaft zu betreiben und Fische zu züchten.

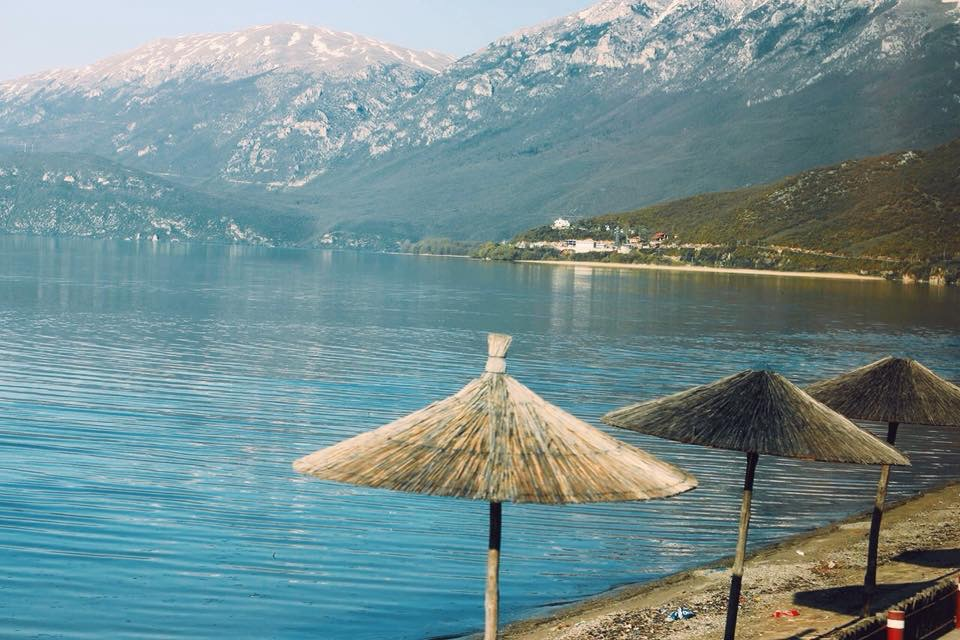
Strand und Grenzübergang im Hintergrund

Zusammen mit der Stadt Pogradec fünf Kilometer weiter westlich bildet Tushemisht das Zentrum des Badetourismus am Ohridsee. Der lange, flache Strand zog schon lange Sommerurlauber an, die in Tushemisht vor allem in Privathäusern abstiegen. Seit der Jahrtausendwende sind in Tushemisht auch kleine Hotels sowie zahlreiche Restaurants, Cafés und Strandbars entstanden. Die albanische Regierung hat Tushemisht in das Programm „100 Dörfer“ aufgenommen, mit dem Tourismus in ländlichen Gebieten gefördert werden soll.
Anderthalb Kilometer nordöstlich vom Ort liegt der Grenzübergang, der Tushemisht mit Sveti Naum in Nordmazedonien verbindet. Die Nationalstraße SH64 führt von Pogradec durch Tushemisht zur Grenze. 
Die Kirche auf einem kleinen Hügel im Ortszentrum ist dem Heiligen Pandeleimon gewidmet.
Bis 2015 gehörte Tushemisht zur Gemeinde (komuna) Buçimas, die dann mit der Bashkia Pogradec zusammengelegt wurde.
In Tushemisht wurde der albanische Spielfilm Zonja nga qyteti (Die Dames aus der Stadt) gedreht. Eine Statue im Ortszentrum, die die von Violeta Manushi gespielte Hauptfigur Teto Ollga zeigt, erinnert an die Filmaufnahmen Mitte der 70er Jahre. Die Komödie machte das Dorf in ganz Albanien bekannt.

## Persönlichkeiten
- Georg Pekmezi (1872–1938), albanischer Sprachwissenschaftler an der Universität Wien